# Cardamine à neuf folioles
Cardamine enneaphyllos
Espèce
Classification phylogénétique
La cardamine à neuf folioles (Cardamine enneaphyllos) est une espèce de plantes à fleurs de la famille des Brassicacées.
C'est une plante herbacée vivace assez basse, aux feuilles trifoliées en verticille de trois feuilles (parfois quatre), soit en tout un verticille de neuf folioles, d'où les noms vernaculaire et scientifique de la plante (enneaphyllos = à neuf feuilles). Les folioles sont lancéolées et dentées. Les fleurs sont jaune pâle en grappe pendante.
Elle se rencontre dans les sous-bois des régions montagneuses, depuis le sud de l'Allemagne jusqu'au nord de l'Italie, sur sol profond.